# Antonio Barać
Antonio Barać, né le 19 janvier 1997 à Livno, est un coureur cycliste croate d'origine bosnienne.

## Biographie
Né à Livno en Bosnie-Herzégovine, Antonio Barać possède la double nationalité bosnienne et croate. Chez les jeunes, il commence le football à l'âge de 6 ans. Sous les couleurs de la Croatie, il participe à la Coupe du monde des moins de 17 ans de 2013 aux Émirats arabes unis, où il occupe un poste de défenseur central. L'équipe de Croatie est cependant éliminée lors de la phase de groupes. C'est finalement à 17 ans qu'il participe à ses premières courses cyclistes sous licence bosniaque, tout d'abord par le VTT. 
Parmi les juniors (moins de 19 ans), il est champion de Bosnie-Herzégovine de VTT cross-country et vice-champion national sur route en 2014. Il rejoint ensuite l'équipe du Centre mondial du cyclisme à Aigle en 2015. Le directeur du Centre Jean-Jacques Henry le décrit comme un « rouleur passant bien la moyenne montagne ». En septembre, il devient le premier cycliste à représenter la Bosnie-Herzégovine lors de championnats du monde, à Richmond.
En 2016, il fait ses débuts espoirs (moins de 23 ans) et obtient rapidement quelques places d'honneur chez les amateurs en France et en Suisse. Il se classe également neuvième d'une étape au Tour de Serbie. L'année suivante, il décide de prendre une licence croate. Auteur de nouveaux accessits dans le calendrier national suisse et français, il défend aussi les couleurs du club slovène CCN Metalac sur quelques courses du calendrier UCI. Ainsi, il termine cinquième du Tour de Serbie, puis sixième du contre-la-montre du Tour de Bihor en Roumanie,. En été, il est vice-champion de Croatie du contre-la-montre espoirs.
En 2018, il est notamment huitième du Tour de Tarentaise et auteur de deux tops 10 sur des étapes du Tour de Bretagne. Au mois d'août, il dispute avec le Centre mondial le Tour de l'Avenir, où il participe à plusieurs échappées sur les étapes de plaines. 
Il rejoint l'équipe continentale croate Meridiana Kamen en 2019.

## Palmarès sur route

### Par année
- 2014
  - 2e du championnat de Bosnie-Herzégovine sur route juniors
- 2015
  - Prix des Vins Henri Valloton juniors
- 2016
  - 3e de Martigny-Mauvoisin
- 2017
  - 2e du championnat de Croatie du contre-la-montre espoirs
- 2018
  - 2e du championnat de Croatie du contre-la-montre espoirs
- 2020
  - 3e du championnat de Croatie sur route

### Classements mondiaux
| Année                                 | 2017  | 2018  | 2019  | 2020 | 2021 | 2022 | 2023 |
| ------------------------------------- | ----- | ----- | ----- | ---- | ---- | ---- | ---- |
| Classement mondial                    | 1408e | 1984e | 1902e | 588e | nc   | 838e | 954e |
| UCI Europe Tour                       | 903e  | 1323e | 1252e | 478e | nc   | 624e | nc   |
|                                       |       |       |       |      |      |      |      |
| Légende : nc = non classéSource : UCI |       |       |       |      |      |      |      |

## Palmarès en VTT

### Championnats de Bosnie-Herzégovine
- 2014
  -  Champion de Bosnie-Herzégovine de cross-country juniors

## Palmarès en cyclo-cross
- 2019-2020
  - 3e du championnat de Croatie de cyclo-cross
- 2021-2022
  - 2e du championnat de Croatie de cyclo-cross